# Scolopsis vosmeri
Scolopsis vosmeri är en fiskart som först beskrevs av Bloch 1792.  Scolopsis vosmeri ingår i släktet Scolopsis och familjen Nemipteridae. Inga underarter finns listade i Catalogue of Life.